# 早射ち犬
『早射ち犬』（はやうちいぬ）は、1967年5月27日公開の映画。大映製作。カラー作品。

## あらすじ
殺人犯として追われる友（小沢昭一）を助けるため、鴨井大介（田宮二郎）が立ち上がる。田宮二郎の犬シリーズ第8弾。

## スタッフ
- 監督：村野鐵太郎
- 脚本：藤本義一
- 企画：辻久一
- 音楽：山内正
- 撮影：上原明[1][2]
- 録音：飛田喜美雄[1][2]
- 美術：渡辺竹三郎[1][2]
- 照明：久保江平八[1][2]

## キャスト
- 鴨井大介：田宮二郎
- 木村準太：天知茂
- 山本玉子：坂本スミ子
- 常さん：藤岡琢也
- 山本五郎：小沢昭一
- 咲田勇作：財津一郎
- 宮本文子：江波杏子
- 宮本エミ：嘉手納清美
- 白井金造：伊達三郎
- 原：成田三樹夫
- 良子：橘喜久子
- 神谷天心：北城寿太郎